# Federico Fernández de Monjardín
Federico Fernández de Monjardín (Buenos Aires, 1895-Luján, provincia de Buenos Aires, abril de 1970) fue un político radical, historiador y periodista argentino. Fue intendente de Luján, Diputado nacional y presidente de la Cámara de Diputados.
Nace en Buenos Aires, en el barrio de La Boca, pero de pequeño su familia viaja a España, donde realiza sus estudios primarios y secundarios. En 1914 se establece en Luján donde reside hasta su fallecimiento. Entre sus obras más conocidas es notable Luján Retrospectivo publicado desde 1952 en el diario local El Civismo.